# مارسيلو ساراليغي
مارسيلو ساراليغي (بالإسبانية: Marcelo Saralegui) هو لاعب كرة قدم أوروغواياني في مركز الوسط، ولد في 18 مايو 1971 في مونتيفيديو في الأوروغواي. شارك مع منتخب الأوروغواي لكرة القدم. أما مع النوادي، فقد لعب مع أتلتيكو مدريد وإنديبندينتي وديفينسور سبورتينغ ونادي أتليتيكو كولون ونادي تورينو ونادي راسينغ وناسيونال مونتيفيديو.

## وصلات خارجية
- مارسيلو ساراليغي على موقع قاعدة بيانات كرة القدم.إي يو (الإنجليزية)
- مارسيلو ساراليغي على موقع ناشيونال فوتبول تيمز (الإنجليزية)
- مارسيلو ساراليغي على موقع Soccerway.com (الإنجليزية)